# 1924年のメジャーリーグベースボール
以下は、メジャーリーグベースボール（MLB）における1924年のできごとを記す。
1924年4月15日に開幕し10月10日に全日程を終え、ナショナルリーグはニューヨーク・ジャイアンツが4年連続12度目のリーグ優勝を、アメリカンリーグはワシントン・セネタースが1901年の球団創設以来初のリーグ優勝であった。
ワールドシリーズはワシントン・セネタースがニューヨーク・ジャイアンツを4勝3敗で破り初制覇した。
1923年のメジャーリーグベースボール - 1924年のメジャーリーグベースボール - 1925年のメジャーリーグベースボール

## できごと
アメリカンリーグは、前年の覇者ニューヨーク・ヤンキースを抑えてワシントン・セネタースが初優勝した。エースのウォルター・ジョンソンが23勝、防御率2.72、奪三振175で最多勝・最優秀防御率・最多奪三振のタイトルに輝き、リーグ最優秀選手となった。またこの年に二塁手のバッキー・ハリスが選手兼任監督となり、サム・ライスが打率.344を打ち、グース・ゴスリンも打率.344・打点129で打点王となり、ジャッジ(打率.324)らが活躍した。
一方ナショナルリーグはニューヨーク・ジャイアンツが同じニューヨークのブルックリン・ロビンス(ドジャース)に1.5ゲーム差に迫られた。ロビンスの投手陣が充実していて特にダジー・ヴァンスが28勝、防御率2.16、奪三振262で最多勝・最優秀防御率・最多奪三振のタイトルに輝き、優勝チームでないにもかかわらずリーグ最優秀選手となった。この他にバーリー・グライムスが22勝してジャイアンツを苦しめたが結局ジャイアンツがナショナルリーグ4連覇を果たした。しかし1880年代に2連覇、1900年代に2連覇、1910年代に3連覇を含む4回、1920年代に4連覇した名門のジャイアンツであったが、この後にスキャンダルもあって低迷期に入り、ジョン・マグロー監督の下では最後の優勝となった。
そしてワールドシリーズでは、事前の下馬評を覆して、ワシントン・セネタースが4勝3敗で初の世界一となった。3勝3敗の後の第7戦で延長12回裏にマクニーリーが幸運なヒットを打ってサヨナラ勝ちをおさめ、このシリーズで既に2敗していた大投手ウォルター・ジョンソンが初めてワールドシリーズの勝利投手となった。
- ベーブ・ルース
  - ヤンキースのベーブ・ルースは打率.379、本塁打46本で首位打者と本塁打王の二冠を取ったが打点121でゴスリンに8足らず、三冠王を逃した。前年に生涯最高の.393を打ちながら首位打者を逃したルースはこの年に念願の首位打者となったが、結局首位打者を獲得したのはこの年だけとなった。
- ロジャース・ホーンスビー
  - ナショナルリーグの首位打者はカージナルスのロジャース・ホーンスビーで打率.424で5度目の獲得であった。この.424の数字は20世紀に入って以降の近代野球では最高の数字で現在まで史上最高の打率として残っている。
- ダジー・ヴァンス
  - ブルックリン・ロビンスのダジー・ヴァンスは、肩の故障が多く、プロ入り後に1915年にパイレーツで1試合、ヤンキースで8試合投げ、1918年にもヤンキースで2試合投げただけでマイナーリーグを転々として10年間過ごした。1922年にロビンス（ドジャース）に入団した時は31歳になっていた。1922年に18勝を挙げリーグ最多奪三振134を記録して以後7年連続リーグ最多奪三振を記録した。この年に投手三冠となり、翌1925年も最多勝（22勝)を取っている。ロビンスに入団以降14年間メジャーリーグで投げ続け、1935年に引退した時には44歳であった。通算197勝。（1955年殿堂入り）
- ウォルター・ジョンソン
  - 大投手ウォルター・ジョンソンはこの年投手三冠に輝くとともにセネタースがリーグ優勝して、初めてワールドシリーズに出場した。17歳でデビューしてから18年が過ぎていた。第1戦では12三振を奪いながら打線の援護がなく敗戦投手となり、2勝2敗後の第5戦で登板したが13安打6失点の大乱調で2敗目を喫した。そして3勝3敗後の第7戦で同点の9回表からリリーフ登板して4イニングを奪三振5で無失点に抑え、12回裏のアール・クリーニー中堅手の幸運なサヨナラ安打でセネタースが初のシリーズ制覇し、ジョンソンも初めて勝利を得た。ジョンソンは翌1925年もワールドシリーズに駒を進めた。
- ピート・アレクサンダー
  - シカゴ・カブスのピート・アレクサンダーは1920年に投手三冠となって以降はタイトルには無縁となったが、この年に300勝投手となった。やがて1926年のシーズン後半にセントルイス・カージナルスに移り、リーグ優勝とともにワールドシリーズに出て最終第7戦の土壇場で登板する。

### 記録
- 9月20日、シカゴ・カブスのピート・アレクサンダーが史上11人目となる通算300勝を達成した。

## ジョンソン対ランディス
シーズン終盤にジャイアンツとブルックリン・ロビンスと激しく競り合っていたさなかに、コミッショナーのランディス判事がジャイアンツのコーチとジミー・オコーナー外野手がフィラデルフィア・フィリーズのサンド遊撃手に500ドルを渡したと指弾した。このことでジャイアンツが優勝したため、シーズン終了後に、ワールドシリーズの中止を求める動きが表面化して、これにアメリカンリーグのバン・ジョンソン会長が絡み、アメリカンリーグ優勝のワシントン・セネタースの相手はニューヨーク・ジャイアンツではなく、2位のブルックリン・ロビンスに代えるべきだと主張した。ジョンソン会長にとってはブラックスソックス事件でランディス判事に敗れた遺恨があった。しかしコミッショナーはアメリカンリーグ会長の主張を無視し、ジャイアンツのコーチと外野手の2名をシリーズ出場停止処分にしてジャイアンツ対セネタースのワールドシリーズ開催を認めた。そして逆にジョンソン会長の譴責と謝罪を要求し、これに対してアメリカンリーグの8球団のうちセントルイス・ブラウンズを除く7球団のオーナーが同意してジョンソン会長は再び敗れた。
4年前のブラックソックス事件でその対応を誤り、ランディス判事のコミッショナー就任を阻止しようとして球団オーナーの反対で挫折し、そして今回は7球団のオーナーからランディス支持の逆風で、すでにかつてのアメリカンリーグ創設者としての絶対的な力は失われていた。彼はこの2年後にタイ・カップとトリス・スピーカーの賭博行為に関する疑惑が浮上して再びランディスと対立するが、既にリーグ内に味方がいない状況で1927年に失意のうちに会長を辞任することとなる。

## 最終成績

### レギュラーシーズン
| 順 | チーム                           | 勝利 | 敗戦 | 勝率 | G差  |
| -- | -------------------------------- | ---- | ---- | ---- | ---- |
| 1  | ワシントン・セネタース           | 92   | 62   | .597 | --   |
| 2  | ニューヨーク・ヤンキース         | 89   | 63   | .586 | 2.0  |
| 3  | デトロイト・タイガース           | 86   | 68   | .558 | 6.0  |
| 4  | セントルイス・ブラウンズ         | 74   | 78   | .487 | 17.0 |
| 5  | フィラデルフィア・アスレチックス | 71   | 81   | .467 | 20.0 |
| 6  | クリーブランド・インディアンス   | 67   | 86   | .438 | 24.5 |
| 7  | ボストン・レッドソックス         | 67   | 87   | .435 | 25.0 |
| 8  | シカゴ・ホワイトソックス         | 66   | 87   | .431 | 25.5 |

| 順 | チーム                       | 勝利 | 敗戦 | 勝率 | G差  |
| -- | ---------------------------- | ---- | ---- | ---- | ---- |
| 1  | ニューヨーク・ジャイアンツ   | 93   | 60   | .608 | --   |
| 2  | ブルックリン・ロビンス       | 92   | 62   | .597 | 1.5  |
| 3  | ピッツバーグ・パイレーツ     | 90   | 63   | .588 | 3.0  |
| 4  | シンシナティ・レッズ         | 83   | 70   | .542 | 10.0 |
| 5  | シカゴ・カブス               | 81   | 72   | .529 | 12.0 |
| 6  | セントルイス・カージナルス   | 65   | 89   | .422 | 28.5 |
| 7  | フィラデルフィア・フィリーズ | 55   | 96   | .364 | 37.0 |
| 8  | ボストン・ブレーブス         | 53   | 100  | .346 | 40.0 |

### ワールドシリーズ
- セネタース 4 - 3 ジャイアンツ

| 10/4 –  | ジャイアンツ | 4 | - | 3 |  | セネタース   |
| 10/5 –  | ジャイアンツ | 3 | - | 4 |  | セネタース   |
| 10/6 –  | セネタース   | 4 | - | 6 |  | ジャイアンツ |
| 10/7 –  | セネタース   | 7 | - | 4 |  | ジャイアンツ |
| 10/8 –  | セネタース   | 2 | - | 6 |  | ジャイアンツ |
| 10/9 –  | ジャイアンツ | 1 | - | 2 |  | セネタース   |
| 10/10 – | ジャイアンツ | 3 | - | 4 |  | セネタース   |

## 個人タイトル

### アメリカンリーグ
| 項目   | 選手                   | 記録 |
| ------ | ---------------------- | ---- |
| 打率   | ベーブ・ルース (NYY)   | .378 |
| 本塁打 | ベーブ・ルース (NYY)   | 46   |
| 打点   | グース・ゴスリン (WS1) | 129  |
| 得点   | ベーブ・ルース (NYY)   | 143  |
| 安打   | サム・ライス (WS1)     | 216  |
| 盗塁   | エディ・コリンズ (CWS) | 42   |

| 項目   | 選手                           | 記録 |
| ------ | ------------------------------ | ---- |
| 勝利   | ウォルター・ジョンソン (WS1)   | 23   |
| 敗戦   | ハワード・アーンク (BOS)       | 17   |
| 敗戦   | アレックス・ファーガソン (BOS) | 17   |
| 敗戦   | ジョー・シャウト (CLE)         | 17   |
| 防御率 | ウォルター・ジョンソン (WS1)   | 2.72 |
| 奪三振 | ウォルター・ジョンソン (WS1)   | 158  |
| 投球回 | ハワード・アーンク (BOS)       | 315  |
| セーブ | フィルッポ・マーベリー (WS1)   | 15   |

### ナショナルリーグ
| 項目   | 選手                           | 記録 |
| ------ | ------------------------------ | ---- |
| 打率   | ロジャース・ホーンスビー (STL) | .424 |
| 本塁打 | ジャック・フォーニアー (BRO)   | 27   |
| 打点   | ジョージ・ケリー (NYG)         | 136  |
| 得点   | フランキー・フリッシュ (NYG)   | 121  |
| 得点   | ロジャース・ホーンスビー (STL) | 121  |
| 安打   | ロジャース・ホーンスビー (STL) | 227  |
| 盗塁   | マックス・キャリー (PIT)       | 49   |

| 項目   | 選手                       | 記録 |
| ------ | -------------------------- | ---- |
| 勝利   | ダジー・ヴァンス (BRO)     | 28   |
| 敗戦   | ジェシー・バーンズ (BSN)   | 20   |
| 防御率 | ダジー・ヴァンス (BRO)     | 2.16 |
| 奪三振 | ダジー・ヴァンス (BRO)     | 262  |
| 投球回 | バーリー・グライムス (BRO) | 310⅔ |
| セーブ | ジャッキー・メイ (CIN)     | 6    |

## 表彰
シーズンMVP
- ナショナルリーグ ： ダジー・ヴァンス (BRO)
- アメリカンリーグ ： ウォルター・ジョンソン (WS1)